# Hiệp hội Cà phê Ca cao Việt Nam
Hiệp hội Cà phê Ca cao Việt Nam là tổ chức xã hội nghề nghiệp phi chính phủ, phi lợi nhuận của những người, doanh nghiệp, tổ chức hoạt động trong lĩnh vực sản xuất, chế biến, kinh doanh dịch vụ cung ứng xuất khẩu, nghiên cứu khoa học công nghệ và đào tạo thuộc ngành cà phê và ca cao tại Việt Nam. Hiệp hội có tên giao dịch tiếng Anh là Vietnam Coffee - Cocoa Association, viết tắt là VICOFA .
Hiệp hội Cà phê Ca cao Việt Nam thành lập tại hội nghị các hội viên sáng lập ngày 04/01/1990 tại Thành phố Đà Lạt tỉnh Lâm Đồng, và được Bộ Kinh tế đối ngoại phê duyệt tại Quyết định số 28/KTĐN-TCCB ngày 22/01/1990 .
Điều lệ Hiệp hội hiện hành được Bộ Nội vụ phê duyệt tại Quyết định số 1038/QĐ-BNV ngày 29 tháng 7 năm 2008 . Văn phòng Hiệp hội đặt tại địa chỉ Số 5 phố Ông Ích Khiêm, phường Điện Biên, quận Ba Đình, Hà Nội.

## Hoạt động
Hiệp hội điều phối các hoạt động, gần đây là văn bản "Quy chế tạm trữ và quản lý lượng cà phê tạm trữ" ban hành kèm Quyết định số 116/2000/QĐ/BNN-KH ngày 15/11/2000 của Bộ Nông nghiệp và Phát triển nông thôn .